# 1917年中国
| 中国历史 / 中国历史年表                                                                                                   |
| 世紀： 19世纪中国 / 20世纪中国 / 21世纪中国                                                                               |
| 年代： 1880年代中国 / 1890年代中国 / 1900年代中国 / 1910年代中国 / 1920年代中国 / 1930年代中国 / 1940年代中国             |
| 年份： 1913年中国 / 1914年中国 / 1915年中国 / 1916年中国 / 1917年中国 / 1918年中国 / 1919年中国 / 1920年中国 / 1921年中国 |
| 纪年： 丁巳年（蛇年）、中华民国6年                                                                                        |

## 大事記

### 1月
- 1月1日——黎元洪令准浙江督軍兼署省長呂公望辭職，特任楊善德為浙江督軍，齊耀珊為省長；黎元洪特任范源濂兼署內務總長；《新青年》第二卷第五號出版發行，載有胡適《文學改良芻議》一文，提倡白話文體，提出文學改良八事：「一曰，須言之有物。二曰，不摹仿古人。三曰，須講求文法。四曰，不作無病之呻吟。五曰，務去爛調套路。六曰，不用農。七曰，不講對仗。八曰，不避俗字俗語。」[1]:807

### 2月
- 2月1日——《新青年》第二卷第六號出版發行，載有陳獨秀《文學革命論》一文：「今欲革新政治，勢不得不革新盤據於運用此政治者精神界之文學……推倒雕琢的、阿諛的貴族文學；建設平易的、抒情的國民文學；推倒陳腐的、鋪張的古典文學；建設新鮮的、立誠的寫實文學；推倒迂晦的、艱澀的山林文學；建設明了的、通俗的社會文學」；《新青年》第二卷第六號發表吳虞《家族制度為專制主義之根據論》一文，指斥儒家學說[1]:813。

### 3月
- 3月1日——法日換文，法國同意日本繼承德國在山東權利，日本允許中國對德參戰；法艦「亞多斯號」被德潛艇擊沉，死華工500餘人；《太平洋》雜誌在上海創辦，李劍農任主編[1]:820。

### 4月
- 4月1日——黎元洪任命楊桂堂為陸軍第十六混成旅旅長，原任馮玉祥調京另候任用[1]:827。

### 5月
- 5月1日——國務會議通過對德宣戰案，旋由段祺瑞率同閣員面請黎元洪核准，黎謂「一俟通過國會，即將命令蓋章」[1]:832。

### 6月
- 6月1日——黎元洪令召安徽督軍張勳入京共商國是[1]:840。

### 7月
- 7月1日——張勳在北京擁戴清廢帝溥儀復辟[1]:850。

### 8月
- 8月1日——馮國璋抵北京[1]:866。

### 9月
- 9月1日——廣州國會非常會議選舉孫中山為中華民國軍政府海陸軍大元帥[1]:873。

### 10月
- 10月1日——日本於青島正式設民政總署[1]:880。

### 11月
- 11月1日——孫中山任命蔣介石、張群為大元帥府參軍[1]:891。
- 11月7日——北洋政府駐俄羅斯公使劉鏡人給北京發回一封電報：「近俄內爭益烈，廣義派（應譯為多數派，即布爾什維克）勢力益張，要求操政權，主和議，並以暴動相挾制。政府力弱，鎮壓為難，恐變在旦夕。」[2]:18
- 11月8日——北洋政府駐俄羅斯公使劉鏡人再發電報：「廣義派聯合兵、工反抗政府，經新組之革命軍事會下令，凡政府命令非經該會核准，不得施行。昨已起事，奪國庫，佔車站……現城內各機關盡歸革黨掌握，民間尚無騷擾情事。」[2]:18

### 12月
- 12月1日——馮國璋任命王士珍內閣各部總長[1]:903。